# Viktoras Gailius

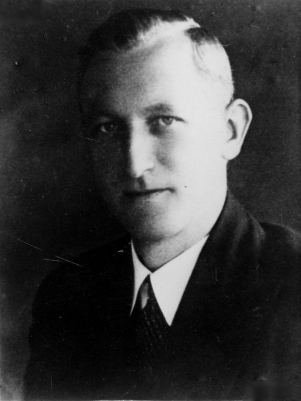
Viktoras Gailius

Viktoras Gailius (ur. 27 sierpnia 1893 w Berštininkai koło Pojegów, zm. 7 lipca 1956 w Pfullingen w RFN) – litewski polityk i działacz narodowy na terenie Małej Litwy, radny Kłajpedy, członek jej Sejmu oraz gubernator (1938–1939), dyplomata.

## Życiorys
Urodził się w rodzinie litewskich rolników w Prusach Wschodnich. W 1914 ukończył gimnazjum w Tylży, później studiował prawo w Królewcu, Heidelbergu i Berlinie. W czasie I wojny światowej służył w armii niemieckiej. W 1918 był sygnatariuszem Aktu z Tylży, który postanowił o zjednoczeniu Litwy właściwej z litewskojęzycznymi terenami Prus Wschodnich.
Rozpoczął działalność dyplomaty: od maja 1920 do lipca 1922 reprezentował państwo litewskie w Berlinie, później do lutego 1923 był posłem w Estonii.
Udzielał się w ruchu kłajpedzkim. W latach 1918–1924 pozostawał członkiem Rady Ludowej Małej Litwy. Od 1923 należał do towarzystwa „Aukuras”. Miał swój udział w odłączeniu kłajpedzkiego kościoła luterańskiego od konsystorza w Królewcu. Był jednym z liderów Związku Społecznego.
Od 1927 do 1930 kierował portem handlowym w Kłajpedzie, był również członkiem jego rady nadzorczej (1934–1937). Doradzał gubernatorowi okręgu w kwestiach prawnych (1930–1934).
Radny miasta w Kłajpedzie (1933–1938), deputowany do kłajpedzkiego Sejmu VI kadencji (1938–1939) oraz minister ds. prawnych przy ostatnim gubernatorze okręgu (listopad 1938 – marzec 1939). Od 1936 do 1938 redagował niemieckojęzyczne czasopismo dla pruskich Litwinów „Baltischer Beobachter”.
Po aneksji Litwy przez ZSRR przeprowadził się do Niemiec. Po wojnie działał wśród litewskiej emigracji w RFN.